# Danilo Madonia
Danilo Madonia (Genova, 7 aprile 1958) è un musicista, arrangiatore, compositore e produttore italiano.

## Biografia

### Gli esordi
Nato a Genova nel 1958, inizia ad avvicinarsi alla musica in tenera età, grazie ai genitori, che per hobby cantano in casa i classici degli anni sessanta, registrando il tutto su un piccolo registratore a bobine. Incuriosito dalla chitarra del padre, proprio su questo strumento Danilo inizia i suoi primi esperimenti musicali. Inizia a suonare la fisarmonica: il suo maestro dell'epoca gli consiglia di avvicinarsi al pianoforte: da lì la decisione di iscriversi a un conservatorio. Rifiutato dal conservatorio di Genova perché apparentemente troppo grande per iniziare lo studio del pianoforte (16 anni), Danilo viene ammesso al conservatorio Antonio Vivaldi di Alessandria e inizia a studiare sotto la guida del maestro Raf Cristiano. Dopo circa tre anni il maestro viene trasferito al conservatorio Giuseppe Verdi di Torino e Danilo lo segue.
Nello stesso periodo inizia un'intensa gavetta, tra locali, club, night club, piano-bar e le discoteche del nord Italia. Le band con le quali condivide queste esperienze sono Studio, Immenso Campo di Fragole ed Equipage. Con quest'ultima registra un paio di 45 giri alla fine degli anni settanta.

### Anni settanta e ottanta
Verso la fine degli anni settanta Madonia inizia le sue prime esperienze in studio allo Studio G, insieme ad Aldo De Scalzi, su un registratore 3M 2 pollici a 16 tracce dove vengono prodotte decine di disco-mix. Proprio nell'ambito dell'attività in studio, Danilo scopre una certa propensione e passione per la registrazione e le sue possibilità creative. Durante una serata di piano bar conosce il musicista genovese Bob Callero, col quale stringerà una forte amicizia che dura ancora oggi. Callero offre a Danilo la possibilità di andare a Milano per fare un tour come tastierista di Eugenio Finardi. Nel 1982 registra per Finardi l'album Dal blu, per il quale scrive insieme ad Eugenio, il brano Le ragazze di Osaka. Da quel momento inizia a collaborare con alcuni dei più famosi artisti italiani, sia in studio che dal vivo, tra i quali Ron, Fiorella Mannoia, Enzo Jannacci, Francesco De Gregori, Eros Ramazzotti, Angelo Branduardi e Anna Oxa, approfondendo la sua conoscenza nell'ambito della produzione e dell'arrangiamento. Nello stesso periodo la sua curiosità viene attratta dai primi computer, a cominciare da un clone di Apple II, per passare poi, nel 1985, al Mac e al programma Performer (lo stesso che usa ancora oggi), che gli permette di cambiare completamente il modo di fare e registrare musica, rendendolo musicalmente sempre più indipendente.

### Anni novanta
Nel 1997, grazie ad Alberto Parodi, amico e proprietario dello Studio Mulinetti, Danilo inizia una collaborazione con i Moody Blues, in qualità di tastierista, arrangiatore e sound engineer, collaborazione che ha portato alla realizzazione di due album in studio, uno dal vivo, tre DVD e due tour.
A partire dallo stesso anno si dedica alla realizzazione di colonne sonore per spot televisivi, scritte e prodotte insieme a Flavio Ibba. Dal 1998 Danilo collabora con i compositori Pivio Pischiutta e Aldo de Scalzi, realizzando colonne sonore per film e programmi televisivi, da Harem Suare di Ferzan Özpetek alle serie Distretto di Polizia (Canale 5) e Medicina generale (Rai 3).

### Anni duemila
Nel 2003 si trasferisce a Londra, dove vive per due anni e mezzo. In quel periodo lavora al progetto December con i Moody Blues, che vedrà la luce nel 2004, e inizia a collaborare con diverse produzioni londinesi, tra cui il gruppo Absolute (Andy Watkins e Paul Wilson), produttori delle Spice Girls. 
Nel 2005 torna in Italia e partecipa come musicista e arrangiatore all'album Ma quando dici amore di Ron, durante il quale ha la possibilità di lavorare con tutti gli ospiti che vi partecipano, tra cui Baglioni, Jovanotti, Elisa, Carmen Consoli, Lucio Dalla ecc. I proventi del disco vengono interamente devoluti alla ricerca contro la SLA.  
Nel 2006 Danilo pubblica il suo primo lavoro da solista, dal titolo Moving, un progetto da lui interamente composto ed eseguito durante la sua permanenza a Londra.
Nello stesso anno conosce Renato Zero e partecipa come tastierista a un suo disco, Il dono. Da quel momento la collaborazione con l'artista romano si fa più fitta, tra tour e registrazioni in studio, fino ad arrivare all'album Presente, dove Danilo partecipa come arrangiatore e coautore di otto brani, e che gli vale un triplo disco di platino. L'ultimo lavoro con Renato Zero di chiama Amo - Capitolo I, prodotto da Danilo Madonia, Trevor Horn e Celso Valli ed è programmato in uscita per il mese di marzo 2013. In AMO Danilo oltre a essere produttore è coautore insieme a Renato, di 10 brani.

## Collaborazioni con artisti nazionali ed internazionali
Tra i numerosi artisti con cui Danilo ha collaborato, sia per progetti in studio che dal vivo si possono citare: Moody Blues, Renato Zero, Double You, Fiorella Mannoia, Francesco de Gregori, Eric Clapton, Ron, Anna Oxa, Angelo Branduardi, Eros Ramazzotti, Andy Watkins, Paul Wilson, Angoon, Darius, Gaetana, Eugenio Finardi, Lucio Dalla, Adriano Celentano, Claudio Baglioni, Luca Carboni, Raf, Giorgio Gaber, Franco Fasano, Elisa, Carmen Consoli.

## Riconoscimenti
Nel 2008 Danilo riceve il premio InSound Trophy Award come miglior tastierista dell'anno. Nel 2009 a poche settimane dall'uscita, l'album Presente di Renato Zero, per il quale Danilo riceve il triplo disco di platino.

## Discografia

### Con i Moody Blues
- Strange Times (1999)
- Hall of Fame (2000)
- Journey into Amazing Caves (2001)
- December (2003)
- Lovely to See You: Live (2005)

### Con altri artisti
- Eugenio Finardi, Dal blu (1983)
- Eugenio Finardi, Strade (1984)
- Eugenio Finardi, Colpi di fulmine (1985)
- Eros Ramazzotti, Cuori agitati (1985)
- Loredana Bertè, Carioca (1985)
- Fiorella Mannoia, Momento delicato (1985)
- Enzo Jannacci, L'importante (1985)
- Fiorella Mannoia, Fiorella Mannoia (1986)
- Francesco de Gregori, Scacchi e tarocchi (1986)
- Anna Oxa, Cantautori (1992)
- Anna Oxa, Do di petto (1993)
- Anna Oxa, Cantautori 2 (1994)
- Franco Fasano, Qualunque sia la verità (1994)
- Anna Oxa, Anna non si lascia (1995)
- Double You, Heaven (1998)
- Ron, Cuori di vetro (2000)
- Double You, Studio Live (2002)
- Ron, Ma quando dici amore (2005)
- Renato Zero, Il dono (2005)
- Renato Zero, Renatissimo! (2006)
- Ron, Quando sarò capace d'amare (2008)
- Gaetana, Supermarket (2009)
- Renato Zero, Presente (2009)
- Renato Zero, Segreto amore (2010)
- Renato Zero, Amo - Capitolo I (2013)
- Renato Zero, Amo - Capitolo II (2013)
- Tony Hadley, Christmas Album (2015)
- Renato Zero, Alt 2016
- Sergio Dalma, Via Dalma III, 2017
- Vincenzo Incenzo, Credo (2018)
- Renato Zero, Zerosettanta (2020)

### Discografia solista
- Moving (2006)

### DVD 5.1
- The Moody Blues, Hall of Fame - Live at Royal Albert Hall 2000 (2000)
- The Moody Blues, Lovely to See You: Live (2005)
- The Moody Blues, Live at the Isle of White Festival (2007)
- Renato Zero, Zerovone Tour (2010)
- Renato Zero, SeiZero - Live in Piazza di Siena a Roma (2011)

### Colonne sonore
- La seconda moglie (1998)
- I fetentoni (1999)
- Harem Suare (1999)
- Il tunnel della libertà (2004)
- L'uomo della carità - Don Luigi Di Liegro 2006
- Rapidamente (2006)
- Medicina generale (2007)
- Maradona - La mano de Dios (2007)
- Distretto di Polizia (2007)
- La verità in fondo al tunnel (2007)
- Don Zeno - L'uomo di Nomadelfia (2008)
- Carnera - The Walking Mountain (2008)
- Barbarossa (2009)
- Walter Chiari - Fino all'ultima risata (2011)

## Soundtracks for TV commercials
- Alfa Romeo, 1996-97-98
- Marlboro, 1997
- Sector, 1997–98
- Banca San Paolo, 1997
- Fiat Croma, 2008
- Intesa San Paolo, 2010
- Alfa Romeo Giulietta, 2011
- Alfa Romeo Giulietta, 2012
- Neo Borocillina, 2012–13
- Fiat 500 X, 2016
- Sperlari, 2018
- Fineco, 2019
- Alfa Romeo White, 2019
- Jeep Lonely Boy, 2019
- Jeep Bird, 2020
- Riva Luxury Yacht, 2020
- Jeep Grand Vagoneer USA, 2021
- FIAT 500 Cult Orange, 2021